# Пукасівці
Пу́касівці — село в Україні, у Івано-Франківському районі Івано-Франківської області. Входить до складу Галицької міської громади. Населення становить 207 осіб (станом на 2001 рік). Село розташоване на південному сході колишнього Галицького району, за 4,2 кілометра від центру громади. 

## Географія
Село Пукасівці лежить за 4,2 км на захід від центру громади, фізична відстань до Києва — 427,5 км.
| Клімат Пукасівців       | Клімат Пукасівців | Клімат Пукасівців | Клімат Пукасівців | Клімат Пукасівців | Клімат Пукасівців | Клімат Пукасівців | Клімат Пукасівців | Клімат Пукасівців | Клімат Пукасівців | Клімат Пукасівців | Клімат Пукасівців | Клімат Пукасівців | Клімат Пукасівців |
| Показник                | Січ.              | Лют.              | Бер.              | Квіт.             | Трав.             | Черв.             | Лип.              | Серп.             | Вер.              | Жовт.             | Лист.             | Груд.             | Рік               |
| Середній максимум, °C   | −0,7              | 0,9               | 6,1               | 13,9              | 19,7              | 22,7              | 24,0              | 23,5              | 19,3              | 13,5              | 6,3               | 1,3               | 12,5              |
| Середня температура, °C | −3,8              | −2,1              | 2,3               | 9,0               | 14,3              | 17,4              | 18,6              | 18,0              | 14,1              | 8,8               | 3,2               | −1,2              | 8,2               |
| Середній мінімум, °C    | −6,8              | −5                | −1,4              | 4,1               | 8,9               | 12,1              | 13,3              | 12,6              | 9,0               | 4,2               | 0,2               | −3,7              | 4,0               |
| Норма опадів, мм        | 32                | 31                | 34                | 51                | 80                | 93                | 96                | 74                | 54                | 39                | 38                | 41                | 663               |
| ----------------------- | ----------------- | ----------------- | ----------------- | ----------------- | ----------------- | ----------------- | ----------------- | ----------------- | ----------------- | ----------------- | ----------------- | ----------------- | ----------------- |
| Джерело:                |                   |                   |                   |                   |                   |                   |                   |                   |                   |                   |                   |                   |                   |

## Історія
Перша письмова згадка про село відходить до 30 липня 1436 року.
3 березня 1944 р. поляки-фольксдойчери конфіскували підводи з харчами для повстанців і арештували 4 селян, в тому числі війта. По дорозі на Галич самооборонна боївка відбила арештованих і харчі та знищила двох ворогів. Село було базою УПА в 1944 році, зокрема звідси вирушили і сюди повернулися повстанці (провідник — «Байда») після здобуття Галича в березні 1944 р., тут прийняли у свої ряди частину колишньої української поліції з Галича.

## Населення
Станом на 1989 рік у селі проживали 203 особи, серед них — 91 чоловік і 112 жінок.
За даними перепису населення 2001 року у селі проживали 207 осіб. Рідною мовою назвали:
| Мова       | Кількість осіб | Відсоток |
| ---------- | -------------- | -------- |
| українська | 206            | 99,52%   |
| білоруська | 1              | 0,48%    |

## Політика
Голова сільської ради — Кузів Іван Іванович, _ року народження, вперше обраний у 2010 році. Інтереси громади представляють 16 депутатів сільської ради:
| Партія        | Кількість депутатів | Відсоток |
| ------------- | ------------------- | -------- |
| самовисування | 16                  | 100,00%  |

На виборах у селі Пукасівці працює окрема виборча дільниця, розташована в приміщенні школи. Результати виборів:
- Парламентські вибори 2002: зареєстровано 159 виборців, явка 96,23%, найбільше голосів віддано за Блок Віктора Ющенка «Наша Україна» — 81,05%, за Виборчий блок Юлії Тимошенко — 6,54%, за всеукраїнське політичне об'єднання «Жінки за майбутнє» — 5,23%. В одномандатному окрузі найбільше голосів отримав Василь Крук (самовисування) — 28,76%, за Богдана Клюка (самовисування) — 24,18%, за Романа Ткача (Блок Віктора Ющенка «Наша Україна») — 20,26%.[12].
- Вибори Президента України 2004 (перший тур): 149 виборців взяли участь у голосуванні, з них за Віктора Ющенка — 92,62%, за Віктора Януковича — 3,36%, за Олександра Яковенка — 0,67%[13].
- Вибори Президента України 2004 (другий тур): 158 виборців взяли участь у голосуванні, з них за Віктора Ющенка — 94,30%, за Віктора Януковича — 4,43%[14].
- Вибори Президента України 2004 (третій тур): зареєстровано 163 виборці, явка 96,32%, з них за Віктора Ющенка — 100,00%, за Віктора Януковича — 0,00%[15].
- Парламентські вибори 2006: зареєстровано 160 виборців, явка 95,00%, найбільше голосів віддано за блок Наша Україна — 55,92%, за Блок Юлії Тимошенко — 21,05%, за Український народний блок Костенка і Плюща — 4,61%[16].
- Парламентські вибори 2007: зареєстровано 155 виборців, явка 93,55%, найбільше голосів віддано за блок Наша Україна — Народна самооборона — 60,00% за Блок Юлії Тимошенко — 24,83%, за Партію регіонів — 4,14%[17].
- Вибори Президента України 2010 (перший тур): зареєстровано 153 виборці, явка 88,24%, найбільше голосів віддано за Юлію Тимошенко — 39,26%, за Віктора Ющенка — 27,41%, за Віктора Януковича — 12,59%[18].
- Вибори Президента України 2010 (другий тур): зареєстровано 153 виборці, явка 92,16%, з них за Юлію Тимошенко — 85,82%, за Віктора Януковича — 11,35%[19].
- Парламентські вибори 2012: зареєстрований 141 виборець, явка 80,85%, найбільше голосів віддано за Всеукраїнське об'єднання «Батьківщина» — 35,96%, за Всеукраїнське об'єднання «Свобода» — 28,07% та Партію регіонів — 14,04%.[20] В одномандатному окрузі найбільше голосів отримав Володимир Купчак (Всеукраїнське об'єднання «Батьківщина») — 55,17%, за Миколу Круця (самовисування) проголосували 21,55%, за Дмитра Симака (самовисування) — 6,03%[21].
- Вибори Президента України 2014: зареєстрований 131 виборець, явка 93,46%, з них за Петра Порошенка — 75,00%, за Юлію Тимошенко — 16,96%, за Олега Ляшка — 2,68%[22].
- Парламентські вибори в Україні 2014: зареєстровано 134 виборці, явка 85,07%, найбільше голосів віддано за «Народний фронт» — 35,96%, за Блок Петра Порошенка — 21,93% та Об'єднання «Самопоміч» — 11,40%.[23] В одномандатному окрузі найбільше голосів отримав Василь Кіндій (Об'єднання «Самопоміч») — 25,44%, за Михайла Довбенка (Блок Петра Порошенка) проголосували 21,05%, за Романа Вірастюка (Народний фронт) — 15,79%[24].
- Вибори Президента України 2019 (перший тур): зареєстровано 129 виборців, явка 74,42 %, найбільше голосів віддано за Юлію Тимошенко — 51,04 %, за Петра Порошенка — 28,13 %, за Володимира Зеленського — 11,46 %[25].
- Вибори Президента України 2019 (другий тур): зареєстровано 129 виборців, явка 81,40 %, найбільше голосів віддано за Петра Порошенка — 52,38 %, за Володимира Зеленського — 46,67 %[26].